# Botanischer Garten am Karlsruher Institut für Technologie

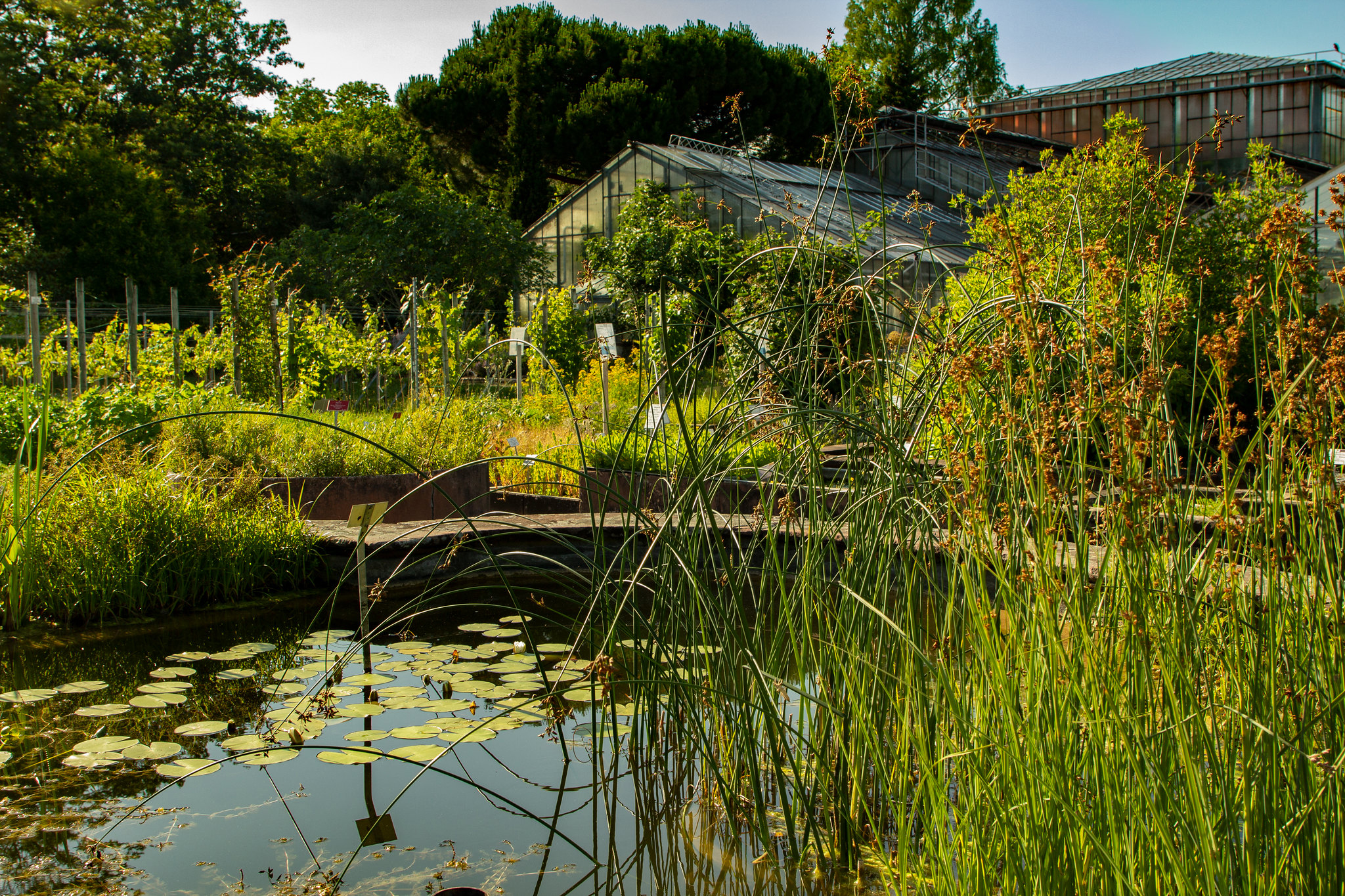
Der Außenbereich des Botanischen Gartens am KIT

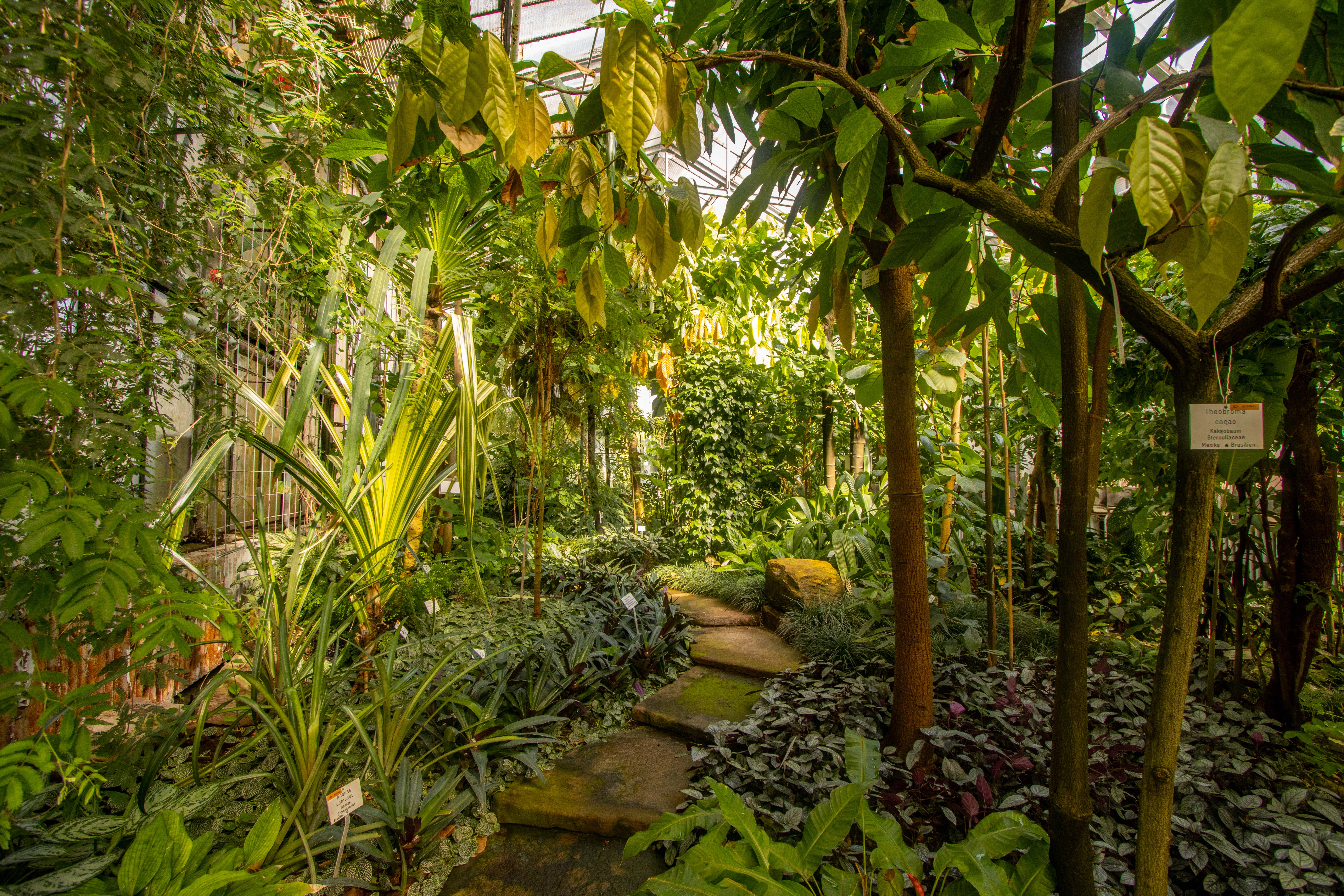
Das Tropenhaus des Botanischen Gartens am KIT

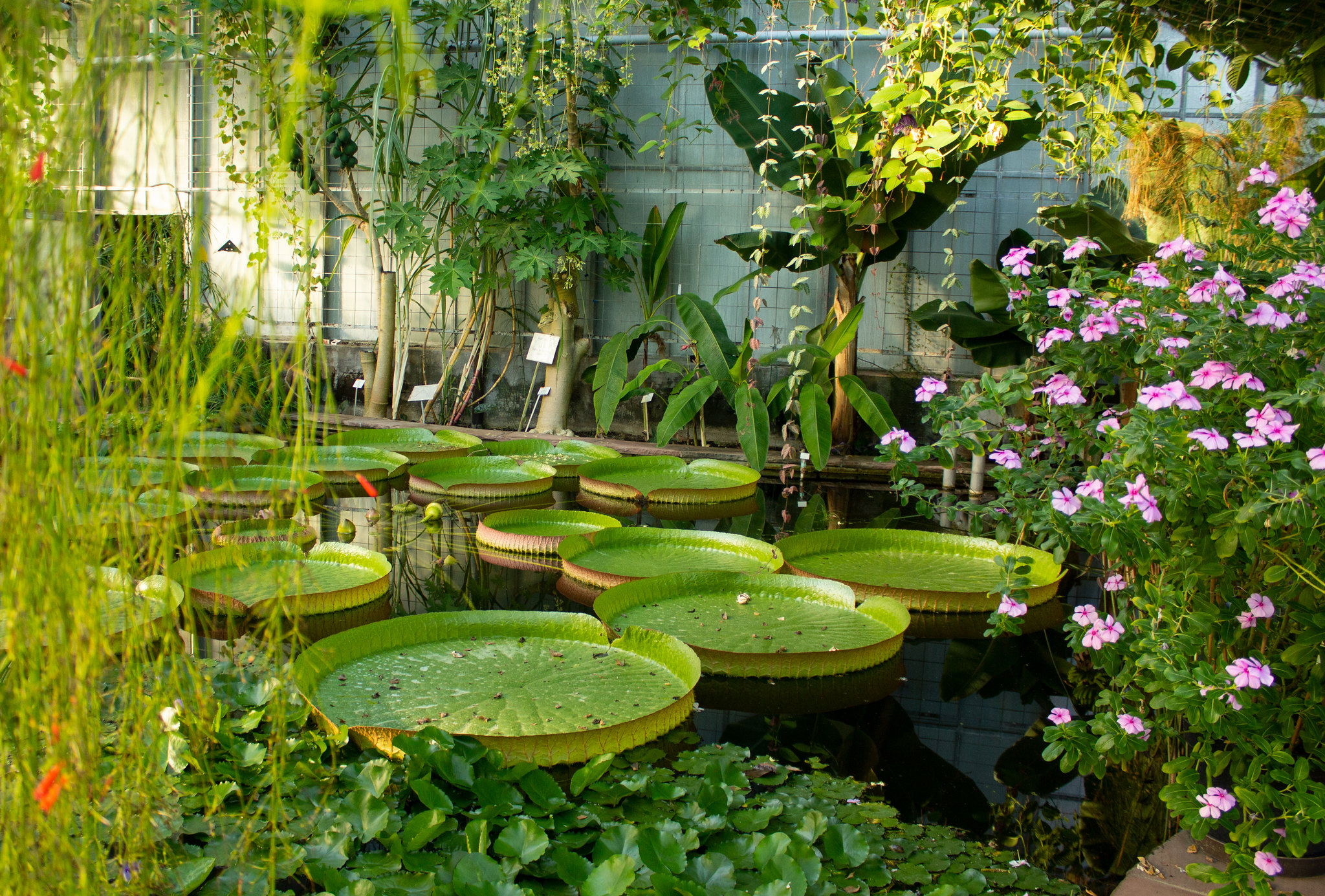
Das Seerosenhaus des Botanischen Gartens am KIT

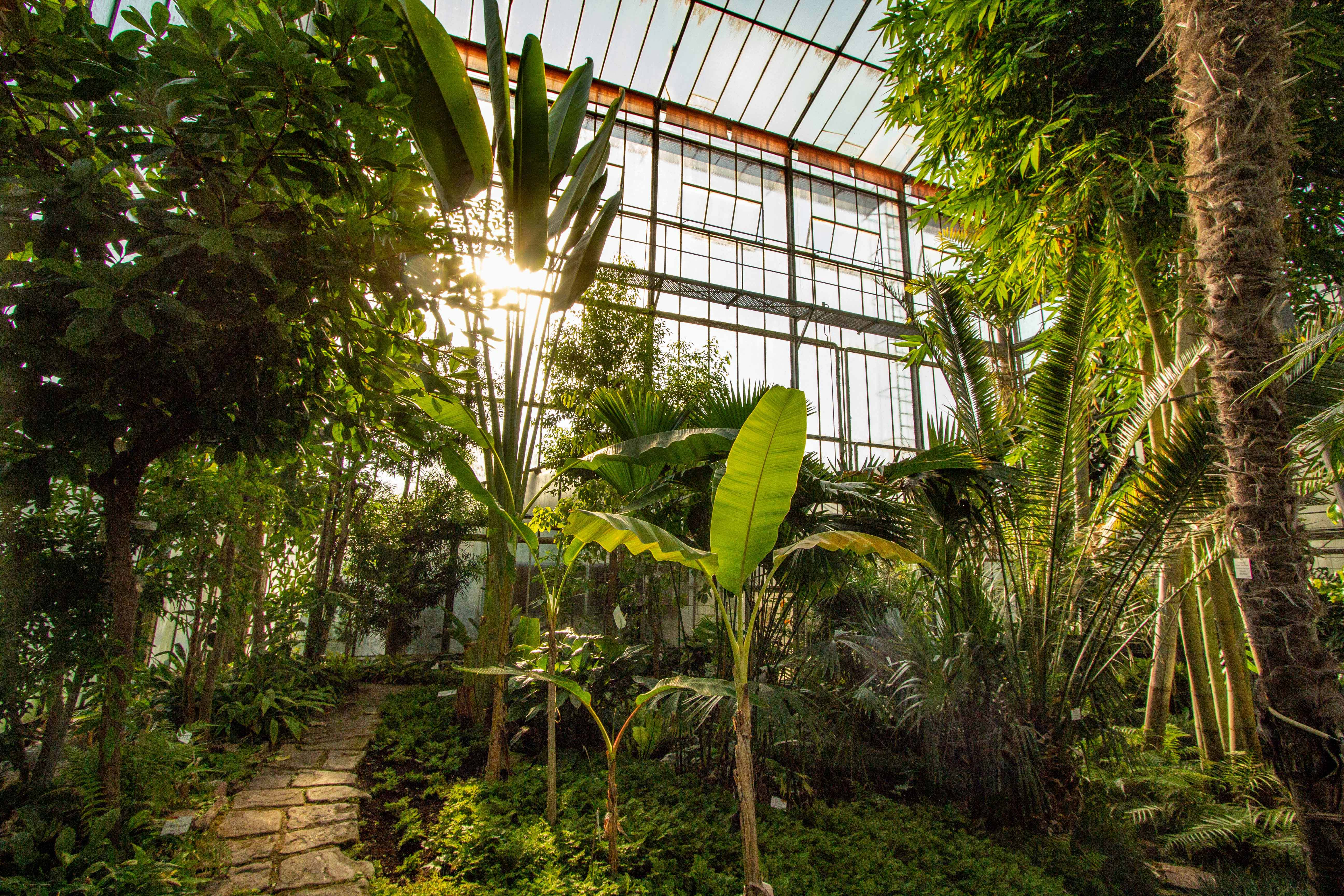
Das Palmenhaus des Botanischen Gartens am KIT

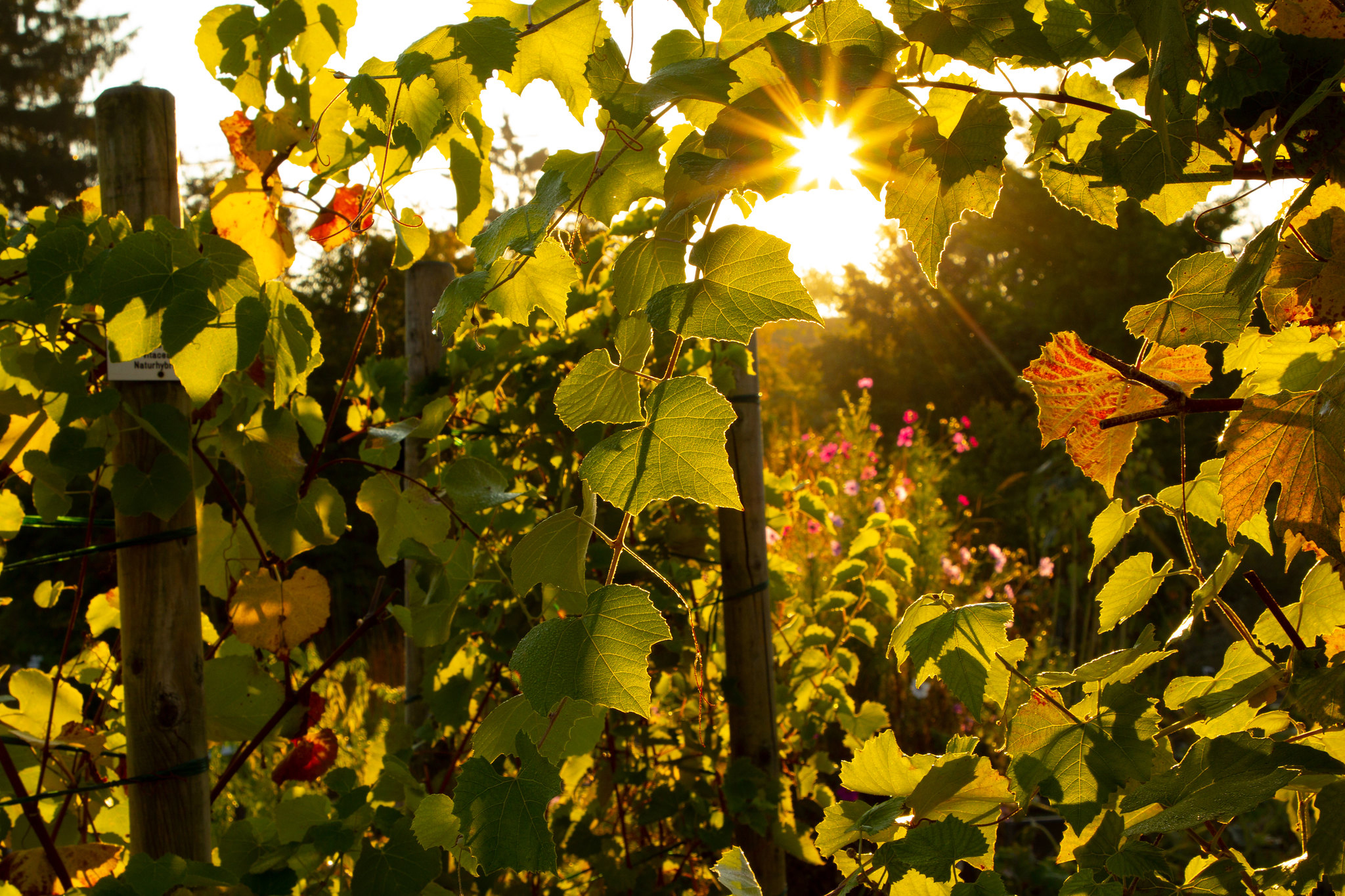
Weinreben im Botanischen Garten am KIT

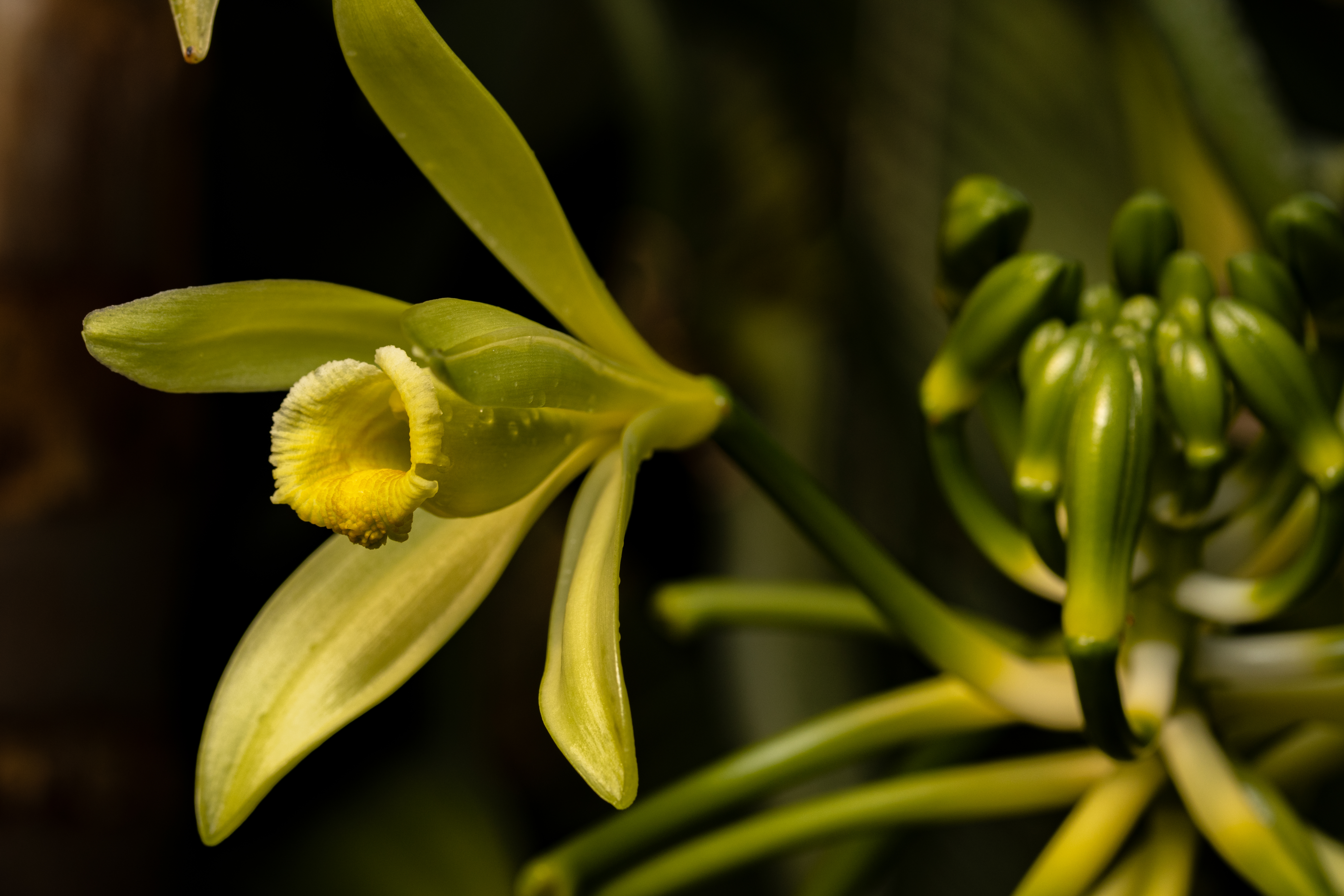
Vanilleblüte (Vanilla planifolia, Orchidaceae) im Botanischen Garten am KIT

Der Botanische Garten am Karlsruher Institut für Technologie (KIT) ist dem Botanischen Institut unter Peter Nick zugeordnet und dient sowohl Forschung als auch der Lehre. Dazu tritt als weitere Kernaufgabe die Erhaltung von bedrohten Pflanzenarten. Karlsruhe verfügt zudem über einen zweiten Botanischen Garten Karlsruhe, den Schlossgarten. Beide Botanische Gärten sind aus dem Garten des Schlosses Karlsruhe hervorgegangen und ergänzen sich in ihren Funktionen denn der Schlossgarten diente und dient vor allem der Erholung und dem ästhetischen Vergnügen der Bevölkerung.

## Der Botanische Garten in der Forschung
Die Forschung am botanischen Institut beruht auf den Versuchspflanzen des Botanischen Gartens. Sogenannte Modellpflanzen Reis (Oryza sativa) und Weinrebe (Vitis vinifera) helfen dabei, Entwicklung, Wachstum und Stoffwechsel auch auf molekularer Ebene zu verstehen und auf der Basis dieses Wissens nutzbringende Anwendungen zu entwickeln. Besonders wichtig ist eine Sammlung der Europäischen Wildrebe (Vitis vinifera ssp. sylvestris), der Stamm-Mutter der Kulturrebe. Diese Sammlung umfasst den gesamten Genbestand, der von dieser hochbedrohten Art in Mitteleuropa noch vertreten ist. In Kooperation mit der Chinesischen Akademie der Wissenschaften wurden für etwa 200 Vertreter dieser Sammlung die gesamten Genome durchsequenziert und in einer Datenbank organisiert. Im Zentrum der Forschungen stehen vor allem Gene, die Resilienz gegen Krankheiten und abiotischen Stress vermitteln. Dadurch wird diese Sammlung zu einer wertvollen genetischen Ressource, um den Weinbau auf die Folgen des Klimawandels vorzubereiten.

## Der Botanische Garten in der Lehre
Der Garten liefert nicht nur das Pflanzenmaterial für die Praktika, sondern wird auch für Exkursionen und den Vergleich von Pflanzenformen genutzt, nicht nur für die Ausbildung in der Biologie, sondern auch für die Ausbildung in der Lebensmittelchemie. In der „Grünen Schule“ entwickeln Lehramtsstudierende pädagogische Angebote für Schulen und setzen die in Zusammenarbeit mit dem Verein der Freunde und Förderer des Botanischen Gartens in die Praxis um.
Auch Artenkenntnis und Biodiversität wird im Botanischen Garten KIT vermittelt, dabei wird das Wissen nicht nur für Studierende, sondern auch interessierten (Hobby-)Botanikern zugänglich gemacht.

## Der Botanische Garten im Artenschutz
Schon seit vielen Jahren fungiert der Garten als „Arche Noah“ für bedrohte Arten. Die Sammlung der fast ausgestorbenen europäischen Wildrebe ist Teil des nationalen Plans für pflanzengenetische Ressourcen und auch international sichtbar. Weiterhin ist der Garten an dem von der Bundesanstalt für Landwirtschaft und Ernährung initiierten Sammlung von Wildpflanzen mit Potenzial für Ernährung und Landwirtschaft beteiligt und ist hier für den Südwesten Deutschlands verantwortlich.

## Belege
1. ↑  Verein der Freunde des Botanischen Gartens des KIT - Pflanzenforschung sichtbar gemacht! – Vom Artenschutz zur Genmanipulation. Abgerufen am 29. Oktober 2021 (deutsch).
2. ↑  Autor: KIT - Taxonomie. 26. Januar 2021, abgerufen am 29. Oktober 2021 (deutsch).
3. ↑  BLE - Startseite. Abgerufen am 29. Oktober 2021.

Koordinaten: 49° 0′ 45,3″ N, 8° 25′ 9,2″ O